# عصر حجری‌ها
عصر حجری‌ها (انگلیسی: The Flintstones) فیلمی زوج هنری در سبک کمدی به کارگردانی برایان لوانت است که در سال ۱۹۹۴ منتشر شد.
این فیلم برنده جایزه تمشک طلایی بدترین فیلم‌نامه در سال ۱۹۹۴ شده است.

## بازیگران
- جان گودمن
- ریک مورانیس
- الیزابت پرکینز
- روزی اودانل
- کایل مک‌لاکلن
- هلی بری
- الیزابت تیلور
- دن فلارک
- هاروی کورمن
- ریچارد مول
- شریل لی رالف
- جیم دان